# Grace Clinton
Grace Clinton (Liverpool, 31 maart 2003) is een voetbalspeelster uit Engeland. Ze speelt als middenvelder voor Manchester United in de Super League.

## Clubcarrière
Clinton begon haar carrière bij Everton. In de voorbereiding op het seizoen 2020-21 mocht ze aansluiten bij het eerste elftal van Everton. Op 3 oktober 2020 maakte Clinton haar debuut door in te vallen voor Izzy Christiansen in een 6-0 overwinning op Aston Villa. Op 1 november 2020 mocht Clinton invallen in de uitgestelde FA Cup finale. Op 18 november 2020 mocht Clinton voor het eerst in de basiself starten in de Merseyside-derby tegen Liverpool in League Cup.
Op 15 juli 2022 maakte Clinton de overstap naar Manchester United. Hier tekende ze een driejarig contract. Na in haar eerste halfjaar niet te hebben gespeeld voor United, werd Clinton verhuurd aan Bristol City. In haar debuut tegen Coventry United F.C. wist Clinton de gelijkmaker te maken in de 93ste minuut, waardoor Bristol City deze wedstrijd uiteindelijk nog won met 3-2. In haar tweede wedstrijd kreeg ze twee keer geel tegen Lewes F.C.. Mede door Clinton, die zes keer scoorde in vijftien wedstrijden, wist Bristol City te promoveren naar de FA Women's Super League.
Op 14 augustus 2023 verhuurde Manchester United Clinton aan Tottenham Hotspur. Ze maakte haar debuut voor de Spurs in het uitduel tegen Chelsea F.C die met 3-1 werd verloren. Haar eerste doelpunt maakte ze op 15 oktober 2023 in het uitduel tegen Brighton & Hove Albion.
In het seizoen 2024/25 keerde Clinton terug in Manchester. Ze maakte haar debuut op 21 september 2024 en maakte de openingstreffer in Old Trafford tegen West Ham United. Na vier keer te hebben gescoord in tien optredens, werd Clinton's contract verlengd met een jaar, waardoor ze tot 30 junj 2024 verbonden blijft aan Manchester United.

## Statistieken
| Seizoen | Club              | Land     | Competitie   | Wedstrijden | Doelpunten |
| ------- | ----------------- | -------- | ------------ | ----------- | ---------- |
| 2020/21 | Everton           | Engeland | Super League | 6           | 0          |
| 2020/21 | Everton           | Engeland | Super League | 8           | 0          |
| 2022/23 | Manchester United | Engeland | Super League | 0           | 0          |
| 2022/23 | Bristol City      | Engeland | Championship | 12          | 6          |
| 2023/24 | Tottenham Hotspur | Engeland | Super League | 20          | 4          |
| 2024/25 | Manchester United | Engeland | Super League | 21          | 8          |
| Totaal  | Totaal            | Totaal   | Totaal       | 67          | 18         |

Laatste update: 28 juli 2025

## Interlandcarrière
Clinton maakte haar debuut in de selectie van Engeland in oktober 2023 in een twee wedstrijden tegen België. In december 2024 werd ze opnieuw geselecteerd maar opnieuw bleef een debuut uit. Op 23 februari 2024 maakte ze haar debuut,  waarin ze gelijk tot scoren kwam in een vriendschappelijke wedstrijd tegen Oostenrijk.
In een wedstrijd tegen Zwitserland stond Clinton in de basisopstelling en wist ze haar derde doelpunt in vijf interlands te maken. Clinton kreeg positieve kritieken na deze wedstrijd en werd geroemd om haar controle over het middenveld, De Britse krant The Guardian noemde Clinton een ster van de toekomst.
Op 6 juni 2025 werd Clinton opgenomen in de Engelse selectie voor op het EK 2025 in Zwitserland. Met haar land werd ze op 27 juli 2025 Europees kampioen door in de finale na penalty's af te rekenen met Spanje.
1 Hampton ·
2 Bronze ·
3 Charles ·
4 Walsh ·
5 Greenwood ·
6 Williamson  ·
7 James ·
8 Stanway ·
9 Mead ·
10 Toone ·
11 Hemp ·
12 Le Tissier ·
13 Moorhouse ·
14 Clinton ·
15 Morgan ·
16 Carter ·
17 Agyemang ·
18 Kelly ·
19 Beever-Jones ·
20 Park ·
21 Keating ·
22 Wubben-Moy ·
23 Russo ·
Coach: Wiegman